# Иванов-Тринадцатый, Константин Петрович
Константин Петрович Ива́нов-Тринадцатый (16 [28] мая 1872, Кронштадт, Санкт-Петербургская губерния — 2 декабря 1933, Лион) — русский капитан 1-го ранга, герой русско-японской войны.

## Семья
Константин Петрович родился 16 мая 1872 года. Отец — капитан 2-го ранга Пётр Иванов 4-й, мать — София Ивановна, дочь капитана корпуса флотских штурманов Ивана Доброва.

## Биография
Принят в 1886 году в Морской кадетский корпус. По существовавшей в то время на флоте традиции, Константину Петровичу с выпуском из Морского корпуса в 1895 году (по другим данным в 1894 году) был присвоен порядковый номер 13, как офицеру с одинаковой фамилией.
В 1895 году мичманом зачислен в 33-й флотский экипаж Черноморского флота. В 1899 году Константин Петрович произведён в чин лейтенанта.
В июле 1901 года Константин Иванов направлен на Тихий океан, где принял участие в подавлении Боксёрского восстания, за что был отмечен орденом Святого Станислава III степени.
Далее вернулся на Чёрное море и зачислен на эскадренный броненосец «Чесма» под командованием М. Я. Баля в должность старшего артиллерийского офицера. Параллельно Константин Петрович совмещал должность преподавателя Учебного отряда.

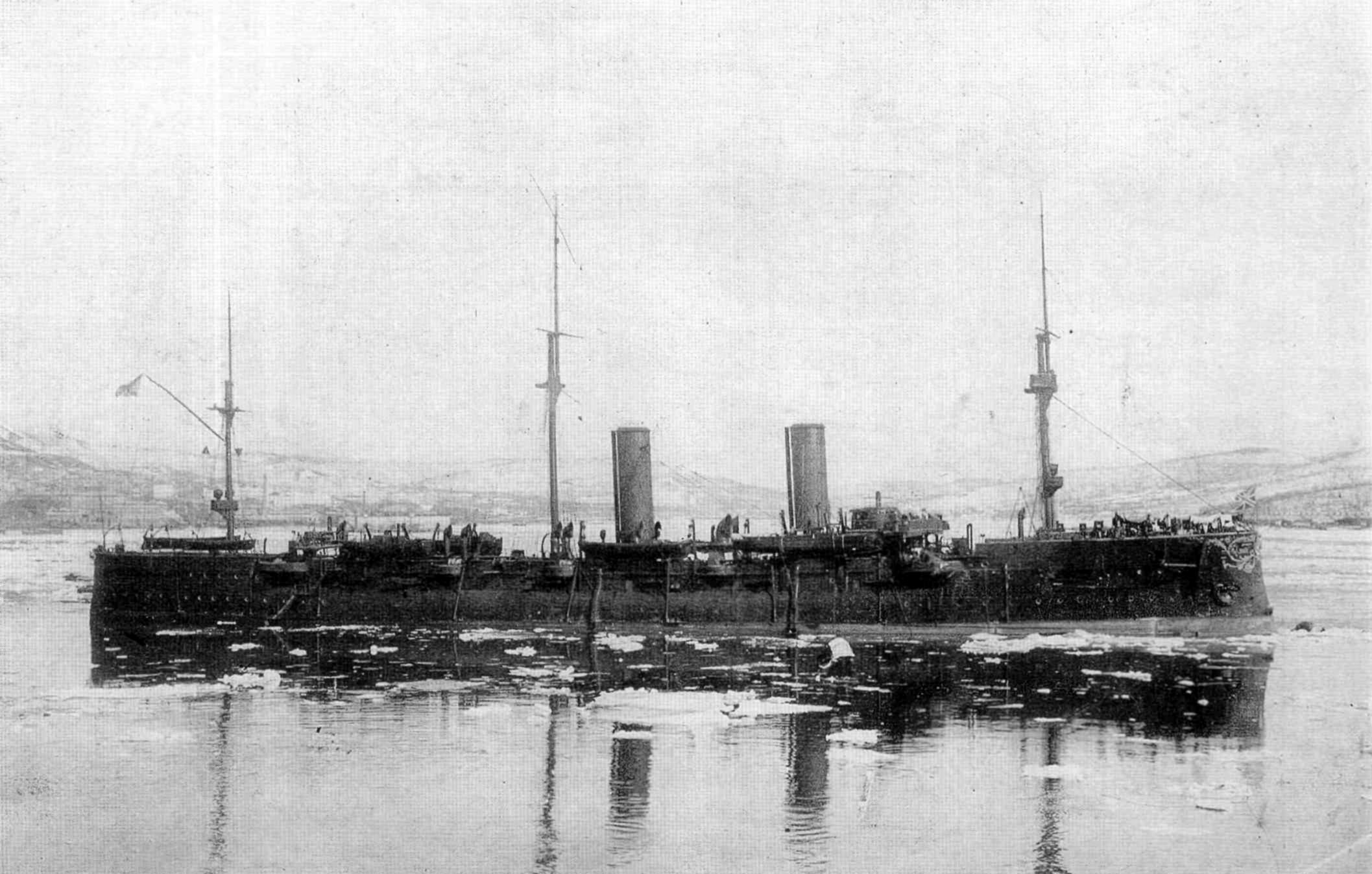
«Рюрик», февраль-март 1904 года

В сентябре 1903 года Константин Иванов переведён на Тихий океан. В октябре 1903 года назначен младшим артиллерийским офицером (командир батареи левого борта) на крейсер «Рюрик» под командованием капитана 1-го ранга Е. А. Трусова, входившего во Владивостокский отряд крейсеров. Во время крейсерства с 15 по 20 июня 1904 года в Японском море, 18 июня отразил минную атаку, за что был награждён орденом Святой Анны III степени с мечами и бантом «За мужество и храбрость».

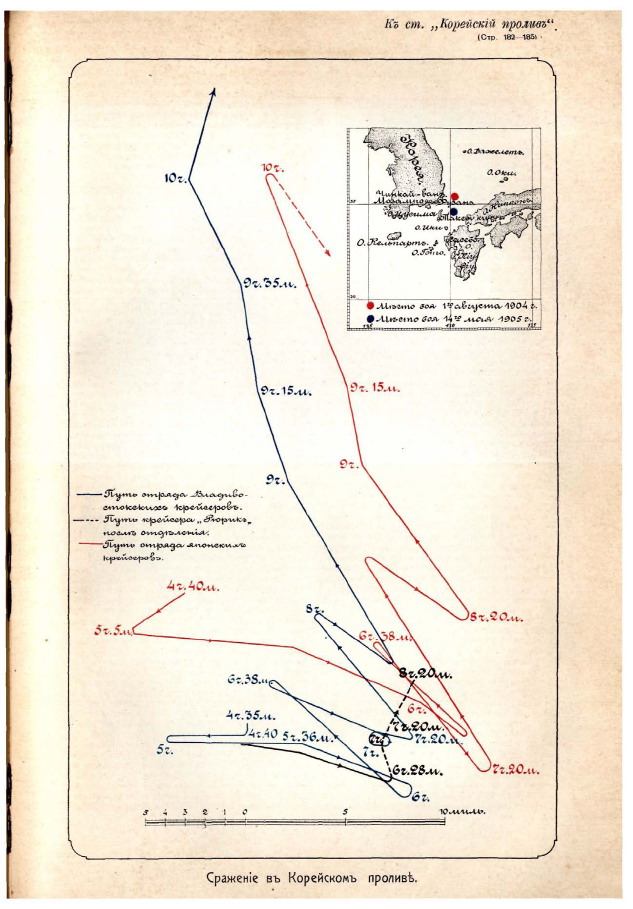
Карта боя в Корейском проливе 1 августа 1904 года

28 июля 1904 года Владивостокский отряд крейсеров («Россия», «Рюрик», «Громобой») вышел в море для поддержки прорыва во Владивосток кораблей Порт-Артурской эскадры. В ночь на 1 августа, следуя Корейским проливом, в 40 милях от порта Фузан (ныне Пусан), отряд был встречен японскими кораблями, которые сразу отрезали пути отхода. В завязавшемся бою японцы сосредоточили свой огонь на «Рюрике», как на замыкающем корабле. Во время боя погиб капитан крейсера, также погибли или получали ранения сменявшие его на посту командира крейсера офицеры. Крейсер «Рюрик» получил повреждения руля. В один момент Константин Иванов, за убылью офицеров, принял командование крейсером на себя и стал руководить боем. «Россия» и «Громобой» пытались прикрыть собой, хотя сами получили значительные разрушения, но японцы сосредоточили основной огонь именно на «Рюрике». После 10-часового боя крейсер полностью лишился возможности маневрировать, осел кормой, а к орудиям главного калибра закончились снаряды, при этом возможности отходить на север больше не было, японцы пошли на сближение для захвата. Константин Иванов, будучи к этому моменту уже трижды раненным, дважды контуженным и с осколком снаряда в голове, отдал приказ таранить японские корабли. Поняв, что капитуляции со стороны русских не будет, адмирал Камимура пришёл в ярость и приказал вновь открыть огонь по крейсеру. Находясь в безвыходной ситуации, Константин Петрович приказал морякам открыть кингстоны, сбросить раненых за борт и покинуть «Рюрик», а сам лично уничтожил все секретные документы, после чего последним покинул корабль. В 10 часов 42 минуты 1 августа 1904 года броненосный крейсер 1-го ранга Русского Императорского флота «Рюрик» начал погружаться с поднятым Андреевским флагом и развёрнутым гюйсом, что означало «погибаю, но не сдаюсь». Всего на «Рюрике» погибло 204 человека и 305 моряков было ранено. Выжившие были подняты на японские корабли. Позже, по инициативе К. П. Иванова, офицеры записали свои замечания по крейсерам, в частности по артиллерии и тактике ведения боя, и отдали их для передачи в Адмиралтейство также выжившему с «Рюрика» отцу Алексию Оконешникову.
Лечение Константина Петровича было долгим. На 13 апреля 1906 года по спискам Александровского Комитета России он всё ещё находился в числе раненых 3 класса.
В 1907 году, находясь в Греции, К. П. Иванов получил от королевы Ольги Константиновны книгу, рассказывающую о гибели «Рюрика». В этом же году, в ознаменование геройских действий последнего командира «Рюрика», государь-император наградил К. П. Иванова орденом Святого Георгия IV степени и высочайше повелел впредь с нисходящим потомством (с правом передачи двойной фамилии по наследству) именоваться только Ивановым-Тринадцатым. Приказ по Морскому Ведомству числить его по спискам Ивановым-Тринадцатым вышел в Петербурге, 3 сентября 1907 года за номером 197.
На Дальнем Востоке Константин Петрович в 1908 году некоторое время занимал должность старшего офицера учебного судна «Хабаровск» под командованием Ермакова. Характеристика на Константина Петровича от 1908 года:

«Готов поступиться личными удовольствиями для пользы службы, очень ровен и не заискивает с начальством, к нижним чинам внимателен и заботлив, воспитан и уважителен в обществе, в пристрастии к спиртным напиткам не замечен, к кутежам вне службы не замечен, верующий и религиозен, отличный и заботливый семьянин, монархист и политикой не занимается, бывает вспыльчив и легко теряет хладнокровие, владеет словом и очень хорошо. Общий вывод: таких офицеров желательно выдвигать по службе»— Командир учебного судна «Хабаровск» Ермаков

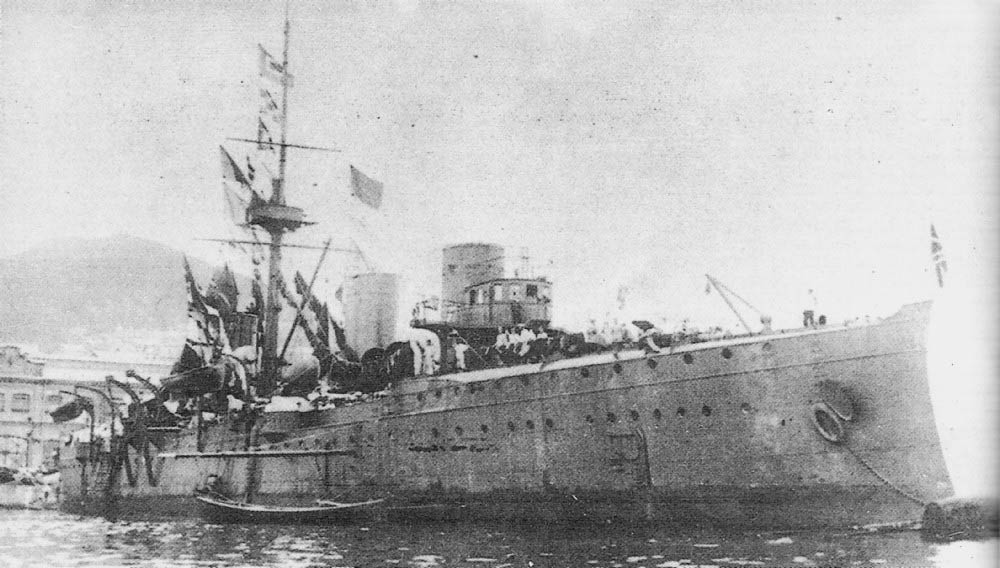
Крейсер «Жемчуг», после 1909 года

В этом же году К. П. Иванов-Тринадцатый был произведён в чин капитана 2-го ранга, и переведён во Владивосток в должность начальника дивизиона подводных лодок Тихого океана. Эту должность он занимал до 1912 года, пока не получил назначение на должность командира крейсера «Жемчуг». С которым, сначала, находился в вооружённом резерве, а с 1913 года выполнял обязанности стационера в Шанхае и Ханькоу до середины мая 1914 года, когда вернулся во Владивосток. В июне Константин Петрович передал крейсер под командование капитана 2-го ранга барона И. А. Черкасова и прибыл на Балтику.
В 1915 году К. П. Иванов-Тринадцатый был назначен командиром строящегося линейного крейсера «Измаил».

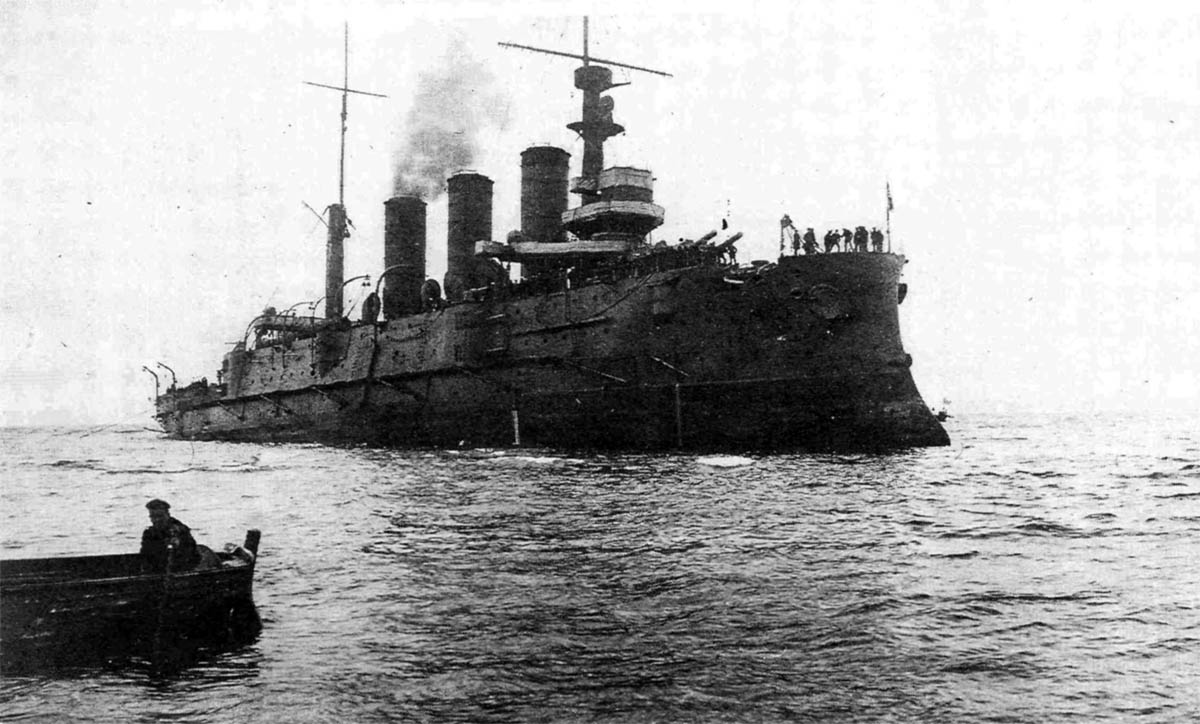
броненосный крейсер «Пересвет» в 1916 году

В конце июня 1916 года уже в чине капитана 1-го ранга К. П. Иванов-Тринадцатый был назначен командиром броненосного крейсера «Пересвет» вместо капитана 1-го ранга Д. Д. Заботкина, который после выкупа у японцев броненосца посадил его на мель. В июле, после небольшого ремонта во Владивостоке, «Пересвет» перешёл на ремонт в Майдзуру. 19 октября броненосец вышел из Майдзуру на Балтику. 22 декабря, выйдя в сопровождении английского эсминца из Порт-Саида, в 17:30 в Средиземном море «Пересвет» подорвался сразу на двух минах, и корабль стал быстро набирать воду. Тогда Константин Петрович приказал всем покинуть корабль. В 17:47 «Пересвет» опрокинулся и затонул на глубине около 45 метров, в 10 милях от Порт-Саида. С кораблём погибли 252 человека. 557 человек команды спасли с английского эсминца и французских траулеров, но позже ещё 9 человек умерли от ран и переохлаждения.
На Балтике, К. П. Иванов-Тринадцатый в 1917 году некоторое время занимался вооружением океанской яхты, которая была куплена в Италии для нужд флотилии Северного Ледовитого океана.
Константин Петрович Октябрьскую революцию не принял. С ноября 1917 года К. П. Иванов-Тринадцатый вошёл в состав Вооружённых сил Юга России (ВСЮР) под командованием А. И. Деникина. Далее назначен начальником Таганрогского Торгового порта.
В 1920 году, после поражения ВСЮР, на корабле «Святой Николай» эвакуирован из Новороссийска в Турцию, где оставался до лета 1922 года. На 1 января 1922 года Константин Петрович являлся членом Союза морских офицеров.
Далее эмигрировал во французский город Лион. В Лионе Константин Петрович устроился на работу к отставному сержанту французской армии в ломбард. В эмиграции Константин Петрович с 1923 по 1931 год являлся председателем кружка бывших воспитанников Морского кадетского корпуса и отдельных гардемаринских классов в Лионе.
Скончался в Лионе во Франции 2 декабря 1933 года. Похоронен на кладбище местечка Десин, департамент Изер.
У Константина Петровича остались:
- Сын — К. К. Иванов-Тринадцатый (1894 — 28.08.1964 Лион). Морской офицер, участник мировой и Гражданской войн. Далее эмигрировал во Францию, жил в Лионе. Вице-председатель Комитета русских эмигрантов-апатридов в Лионе. В 1950-х годах участвовал в организации праздников Национальной организации витязей (НОВ) и выступал на собраниях «День непримиримости». Член Лионского отделения Центрального объединения политических эмигрантов из СССР (ЦОПЭ). В 1961 году председатель ЦОПЭ на собрании в Париже. Умер 28 августа 1964 года в Лионе. Похоронен на кладбище Десин.
- Внук К. К. Иванов-Тринадцатый (31.01.1922 Константинополь — 08.08.1944 Фэй-де-Бретань, департамент Атлантическая Луара). Будучи сержантом французской армии, во время Второй мировой войны, с 1942 года был членом движения Сопротивления. Награждён Военным крестом и Военной медалью. От полученных ран скончался в госпитале коммуны Фэй-де-Бретань, похоронен на кладбище Десин в Лионе, где отец и дед.
- Внук Н. К. Иванов-Тринадцатый (1924—1989).

## Награды
- Награждён орденом Св. Георгия 4-й степени (26 сентября 1905).
- Св. Владимира 3-й степени
- Св. Анны 2-й и 3-й степени с мечами и бантом
- Св. Станислава 2-й и 3-й степени
- Орден турецкой Османие 4-й степени
- Серебряная медаль в память царствования Императора Александра III
- Светло-бронзовая медаль за поход в Китай в 1900—1901 годов
- Светло-бронзовая медаль с бантом в память Русско-Японской войны в 1904—1905 годов
- Бронзовая медаль в память Отечественной войны 1812 года
- Светло-бронзовая медаль в память 300-летия царствования Дома Романовых
- Светло-бронзовая медаль в память Гангутской победы
- Золотой знак в память окончания курса Морского Корпуса: за окончание офицерских классов артиллерийского и подводного плавания.